# Psechrus libelti
Psechrus libelti is een spinnensoort uit de familie van de Psechridae. De wetenschappelijke naam van de soort werd voor het eerst geldig gepubliceerd in 1908 door Kulczyński.